# Wasted Love
"Wasted Love" é uma canção do cantor austríaco JJ. Foi lançada a 6 de março de 2025 e foi escrita pelo próprio JJ, em colaboração com Teodora Špirić e Thomas Thurner. A canção representou a Áustria no Festival Eurovisão da Canção de 2025, tendo vencido o certame.

## Festival Eurovisão da Canção 2025

### Seleção interna
A emissora austríaca para o Festival Eurovisão da Canção, Österreichischer Rundfunk (ORF), anunciou oficialmente a sua intenção de participar no Festival Eurovisão da Canção 2025 a 7 de setembro de 2024, escolhendo o seu representante através de uma seleção interna. Em outubro de 2024, a comunicação social austríaca noticiou que oito canções de sete artistas tinham sido pré-selecionadas após uma ronda de audições ao vivo nos estúdios da ORF. Entre os candidatos estavam Dodo Muhrer, que representou a Áustria na Eurovisão em 2015 como parte dos The Makemakes, assim como Johannes Pietsch, Kayla Krystin, Nnoa e Philip Piller. A 30 de janeiro de 2025, Wasted Love, interpretada por Johannes Pietsch, sob o nome artístico JJ, foi anunciada pela ORF como a canção que representará a Áustria no Festival Eurovisão da Canção 2025 durante o programa de rádio Ö3-Wecker, transmitido na Ö3. Wasted Love foi escolhida entre as oito canções pré-selecionadas por um painel composto por 30 especialistas da indústria musical local e internacional, bem como por quase 30 representantes de clubes de fãs internacionais da OGAE de cinco países e pela equipa da ORF responsável pelo Festival Eurovisão da Canção. A música foi lançada a 6 de março de 2025.